# Gräfendorf (Bawaria)
Gräfendorf – miejscowość i gmina w Niemczech, w kraju związkowym Bawaria, w rejencji Dolna Frankonia, w regionie Würzburg, w powiecie Main-Spessart, wchodzi w skład wspólnoty administracyjnej Gemünden am Main. Leży około 20 km na północ od Karlstadt, nad rzeką Soława Frankońska, przy linii kolejowej Würzburg - Gemünden am Main - Bad Kissingen.

## Dzielnice
W skład gminy wchodzą następujące dzielnice: 
- Gräfendorf
- Michelau an der Saale
- Schonderfeld
- Weickersgrüben
- Wolfsmünster

## Demografia
| Rok  | Liczba mieszk. |
| ---- | -------------- |
| 1970 | 1 729          |
| 1987 | 1 452          |
| 2000 | 1 554          |
| 2005 | 1 458          |
| 2006 | 1 601          |

## Oświata
(na 1999)

W gminie znajduje się 75 miejsc przedszkolnych (z 68 dziećmi) oraz szkoła podstawowa (5 nauczycieli, 139 uczniów).